# Raymond Blais
Pour les articles homonymes, voir Blais.
Joseph Raymond Lucien Blais (Saint-Patrice-de-Beaurivage, 29 octobre 1934 - Lévis, 3 mai 1987 à l'âge de 52 ans) est un comptable et homme d'affaires québécois. Il a été président et chef de la direction du Mouvement Desjardins de 1981 à 1986. 
Fils d'un commerçant de la région de Lotbinière, il fréquente le Collège du Sacré-Cœur de Victoriaville, puis obtient de l'Université Laval de Québec un baccalauréat en sciences de l'administration, puis un an plus tard, une maîtrise en sciences commerciales. 
Il exerce d'abord les professions de comptable agréé et de contrôleur financier pour ensuite entrer, en 1968, au Mouvement Desjardins. En 1973, il devient directeur général de la Fédération des caisses populaires du Québec, et en 1981, il est élu président.

## Honneurs
- Un centre communautaire de la ville de Lévis, dans le secteur Saint-David, porte le nom de Raymond Blais.
- L'Association des diplômés de l'Université Laval décerne la médaille Raymond-Blais à un diplômé de moins de 35 ans « qui a démontré une activité d’émergence remarquable dans son domaine d’activité »[2].